# Put' korablja
Put' korablja (Путь корабля) è un film del 1935 diretto da Jurij Viktorovič Tarič.